# 13. veljače
13. veljače (13. 2.) 44. je dan godine po gregorijanskom kalendaru.
Do kraja godine ima još 321 dan (322 u prijestupnoj godini).

## Događaji
- 1358. – Potpisan Zadarski mir kojim je hrvatsko-ugarski kralj Ludovik I. Anžuvinac porazio Mletke i vratio Zadar pod svoje okrilje.
- 1880. – Thomas Edison promatrao je Edisonov učinak, koji je kasnije oblikovao osnovu dioda vakuumskih cijevi Johna Ambrosea Fleminga.
- 1881. – Hubertine Auclert, vođa francuskih sufražetkinja u Parizu, pokrenula je feminističke novine La Citoyenne.
- 1911. – Osnovan HNK Hajduk Split.
- 1945. – Saveznici su započeli s bombardiranjem Dresdena (grad na istoku Njemačke) u kojem je poginulo 35 000 ljudi.
- 1970. – Švicarski pisac popularne fantastike Erich von Däniken osuđen je zbog prijevara na tri i pol godine zatvora.
- 2001. – potres u Salvadoru, 315 žrtava.

| - 1599. – Aleksandar VII., papa († 1667.) - 1675. – Ignjat Đurđević, hrvatski barokni pjesnik i prevoditelj († 1737.) - 1678. – Dživo Gundulić, hrvatski pjesnik i dramatičar († 1721.) - 1682. – Giovanni Battista Piazzetta, talijanski slikar († 1754.) - 1766. – Thomas Robert Malthus, engleski demograf († 1834.) - 1768. – Ivan Andrejevič Krilov, ruski pisac († 1844.) - 1801. – Janoš Kardoš slovenski pisac, pjesnik, prevoditelj, učitelj, svećenik i politični vladar († 1873.) - 1805. – Johann Peter Gustav Lejeune Dirichlet, njemački matematičar († 1859.) - 1815. – Rufus Wilmot Griswold, američki kroničar († 1857.= - 1840. – Mihovil Jordan Zaninović, hrvatski biskup († 1917.) - 1933. – Kim Novak, američka glumica - 1972. – Virgilijus Alekna, litavski atletičar - 1974. – Robbie Williams, britanski pjevač | - 1787. – Ruđer Bošković, hrvatski znanstvenik (* 1711.) - 1883. – Richard Wagner, njemački skladatelj (* 1813.) - 1894. – Franjo Rački, hrvatski povjesničar i političar (* 1828.) - 1931. – Ivan Baša, slovenski pisac (* 1875.) - 1934. – Jožef Pustaj slovenski pisac, pjesnik i novinar u Mađarskoj (* 1864.) - 1958. – Georges Rouault, francuski slikar i grafičar (* 1871.) - 1996. – Branko Marjanović, hrvatski filmski redatelj i montažer (* 1909.) - 2005. – Lucia dos Santos, portugalska redovnica (* 1907.) - 2013. – Ivan Večenaj, hrvatski slikar i književnik (* 1920.) - 2014. – Stjepan Mihaljinec, hrvatski skladatelj, aranžer, dirigent i pijanist (* 1935.) - 2016. – Trifon Ivanov, bugarski nogometaš (* 1965.) - 2018. – Danko Radić, hrvatski košarkaški sudac (* 1952.) - 2018. – Princ Henrik od Danske, danski princ (* 1934.) |

## Blagdani i spomendani
- sv. Katarina Ricci
- Sveti Agab
- Benigno iz Todija
- Sveta Foška
- Paul Loc Van Le
- Jordan Saski

## Imendani
- Kristina
- Božidara
- Božidarka
- Kastor